# RPGツクールMV
『RPGツクールMV』（アールピージーツクールエムブイ、英語：RPG Maker MV）は、RPG制作ソフト。開発はKADOKAWAおよび尾島陽児、販売はKADOKAWA。英語版の発売日は2015年10月23日、日本語版の発売日は2015年12月17日。2016年11月30日まではスパイク・チュンソフト（移植前のパソコン版）が販売元だった。

## 概要
RPGツクールVX Aceの後継で、PC版ツクールシリーズの11作目となる。販売されたパッケージによって収録素材数は異なるが、グラフィック素材・音楽素材ともに過去最大規模のゲーム素材が発売時に用意された。一部はSteamにてDLCとして追加購入できる。
パッケージイラストレータはトリダモノで、本体とは別にパッケージキャラクター素材が発売された。これは歴代のパッケージキャラにはなく、ツクール初。
基本的な操作性は前作VX Aceに近い。タッチパネル対応の為か、旧作に比べメニューボタンが拡大化されている。戦闘画面は、サイドビューとフロントビューの2種類が用意されており、公式プラグイン(※ユーザー登録が必要なプラグイン素材あり。)、様々な企業による公式コラボ素材なども配布されている。

### 体験版
Windows版のみ、体験版が利用できる。体験版で制作されたゲームデータは、製品版や海外版(RPG MAKER MV)に引き継いで開発が可能である。体験版と製品版は機能面はほぼ同一であるが、以下の違いがある。
- 30日間経過すると、ライセンスキーを入力しないとRPGツクールMVエディターが使えなくなる。入力するとそのまま製品版として使用可能になる。(エディターの最新版においてはライセンス認証を行わないままでそのまま起動をすると30日間の期間限定起動可能な体験版として起動する仕様になっている。
- 同梱されている素材が必要最小限しかない。
- 書き出されたゲームは2015年12月21日当時は公開禁止であったが、後日変更された（2018年7月6日現在では、体験版で作成したゲームは公開可能である事が、利用規約に定められている[1]）。
- 製品版よりバージョンが古く、バグ修正が適用されていない(2015年12月21日現在)。ただし、エディター自体のバグ修正がされた公式サイト配布のアップデーターを使えばバグ修正された状態で使う事は可能だが、ライセンス認証を行わないと同一の30日間の体験版として機能する。(ただし、アップデートやアンインストールのいずれかを行っても、修正前のバージョンで既に日数が経過してからアップデート後に起動していた場合は体験版が起動可能な残り日数の経過期間は変わらない。)

### マルチプラットフォーム対応
RPGツクールMVの「MV」は、マルチ・ビューを意味する。ゲームの書き出し形式はWindows、Mac、Android、iOS、ウェブブラウザ出力に対応している。
基本形態はHTML5+JavaScriptのブラウザゲームとして出力され、それを各種プラットフォームに応じて変換する方式をとる。Windows形式、Mac形式の場合はNW.jsを用いてゲームファイルが書き出される。Google Android、Apple iOSの場合はCrosswalkやApache Cordovaを利用して書き出される。公式サポートされていないが、ビルド環境を用意すれば、Linux向けやWindows Store向けゲームとして出力する事も可能である。
書き出されたプラットフォームによって、読み込まれる音楽データ形式が異なる。たとえばWindows版ではogg形式を読み込むが、スマホ版ではm4a形式を必要とする。必要なファイルを用意しないとゲーム（ゲーム内にあるイベントデータ内に存在している処理をする順序に従って配置されている音楽、効果音を鳴らす、イベントの呼び出し処理をする作業）が停止するが、デバッグ時は気がつきにくい為、実際に実機の端末でバグを確認してプレイしながら修正作業をして対処したりなどを怠らないようにその点に十分注意する必要がある。標準サポートはうたわれていないが、WebM形式やWebP形式のファイルも動作する。※ゲームの書き出しはパソコン版のみの機能。

### WindowsとMac OS X両対応
過去のツクールシリーズはWindows PCのみ対応だったが、本作よりMac版も販売された。Windows/Mac対応の為に、エディター部分はQtで開発されている。Windows版は複数のパブリッシャーによりパッケージ販売、ダウンロード販売されている。Mac版は日本語版・英語版ともにSteamからのみ販売されている(2015年12月現在)。

### マウス操作
マウス操作とキーボード操作に対応している。またスマートフォーンやタッチディスプレイでは、タッチ操作となる。マウス操作の搭載は、RPGツクール95以来である。（Nintendo Switchは、キーボードとタッチ操作が可能。PS4はキーボードでのみ操作可能、タッチ操作はできない。）

### JavaScriptプラグイン機構
JavaScriptでプラグインにより、標準搭載されていない様々な機能を実装ができる。RPGツクールXP、VX、VX Aceで用いられていたRGSS(Ruby準拠)はJavaScriptに置き換わった形である。基本的な命令はRPGツクールVX Aceとほぼ同一である。
ゲームエンジンがJavaScriptで記述された事が、国内外のJavaScriptプログラマーに話題となった。英語版発売直後から多くフロントエンドエンジニアがRPGツクールMVの改造に取り組み、日本語版販売前からJavaScript素材が大量に公開される、アドベントカレンダーが埋まるなどの注目を見せた。また、KADOKAWAによる公式のプラグインも存在し自由に使用することが出来る。

### RTPの廃止
RTP(ランタイムパッケージ)が廃止となった。これにより、ゲームプレイ時に追加でRTPをインストールする面倒が解消された。反面、RTPの廃止はゲームファイル本体の容量肥大化に繋がる。たとえば製品版付属素材を使い、軽量化を施さなければ、約300MBを越えるゲームデータが出力されてしまう。ゲーム制作者は容量を削減する工夫が必要である。

### 外部企業とのコラボレーション
ツクールシリーズ全体としては過去にも数回外部とのコラボレーションはあったが、今作は版権物の素材の配布などが行われ、それらとは比較にならないほどの多くの企業や作品がコラボレーション先として関わっている。
主なコラボレーション元として、発売元であるスパイク・チュンソフトの「風来のシレン」や開発元のKADOKAWAによる「ニンジャスレイヤー」などが挙げられる。全容は公式サイトを参照。

### ウェブコンテンツへの投稿とプレイ
niconicoでは投稿サービス「RPGアツマール」が用意されている。製作者はツクールMVで制作したゲームを投稿でき、ユーザーはウェブブラウザ上で遊ぶことができる。
また、AndAppでもプラットフォームが用意されており、ウェブブラウザ上で遊ぶことが出来る。

## サンプルゲーム一覧
- FILAMENT
  - リンネ堂
- diable caprice
  - 地獄カバ
- エミールの小さな冒険
  - 神無月サスケ
- Sea Pirate
  - tachi
- FantasicReverie -ファンタジックレヴェリエ-
  - ImCyan (アイムシアン)
- 羊ノ海
  - ゆうやけ
- MV Magic Victory
  - minaki2424
- LivingShip Cowboy
  - 岩田文人 ENTACL GRAPHICXXX
- ニナと鍵守の勇者
  - ゆわか
- サンプルマップ制作
  - 花姫パパ

## RPGツクールMV Trinity

### 概要
『RPGツクールMV Trinity』（アールピージーツクールエムブイトリニティ、英語：RPG MAKER MV）は、 Nintendo Switch、PS4向けに発売されたコンシューマ専用ゲームソフト。Xbox One版は、諸般の事情で発売中止となった。ライセンス・販売は、2020年9月にKADOKAWA GAMESから、Gotcha Gotcha Gamesに移管している。PC用RPGツクールMVをベースにコンシューマゲーム機用に開発された。歴代のツクールシリーズ同様、コードから開発するのではなく、ロールプレイングゲームを中心に初心者がゲーム開発をできるように、素材やシステムから組み立て作り上げ、それを遊びやすいように工夫されている。なお、PS5でも互換対応で、PS4ソフトを起動可能。

### ゲームシステム
パソコン版とは異なる特徴と搭載機能があり。ソフト自体の性能はいままでリリースされてきた過去の無印RPGツクールシリーズよりもできる事が増えている。パソコン版との主な違いでは特にインターネット経由でのライセンスキーによるネットワーク認証（アクテイベート）はない。スクリプト、プラグイン、自作・他作素材等の拡張はできない。その為、素材はあらかじめ用意された物か配信素材を使う。パソコン版には無かった初回起動時の初心者向けのチュートリアルを実装した。また、マップ制作のタイルセットでは、「ファンタジー」、「SF」、「和風」、「中華」、「アラビアン」、「現代」、「スチームパンク」、「ダークファンタジー」の全８種類のテーマの中からマップタイルを選んで（組み合わせは自由）作品が作れる様になった。また、キャラクターの作成においては「キャラクタージェネレーター(1560京8551兆8336億0933万8880通りのキャラ生成)」も最初から導入されている。

### サンプル素材
イラストレータlackによるパッケージキャラを含む、263点の会話部分で使える立ちが収録されている。
あらかじめ収録されている音楽素材についてはコンシューマー向けにおいては史上初である豪華な歌唱付きのBGM（サウンドトラック）が使用可能になっている。（公式サイトによる情報）女性歌手のエリアンナの歌唱によるサンプル楽曲素材（※歌唱無しのインストゥルメンタル版は収録されていない。）が収録されている。

### 収録キャラクター素材と出演声優
ゲームソフトのパッケージを飾るキャラクターはゲーム作品内のキャラクター素材の一部として使用が可能である。（その他にもキャラクターがいくつか収録されている。）色んなアニメのキャラクターを演じる有名声優のキャラクターボイスを収録した。
- 主人公 カロルCV:柿原 徹也
- くノ一 サクラCV:安済 知佳
- 獣人 メルディCV:藤村 鼓乃美
- 格闘家 シュンCV:鈴木 美咲
- 黒魔道士 マビィCV:森 千早都
- 鎧武者 アバンドCV:橘 諒
- アラビアンナイト アランCV:外崎 大輔
- 人形 ピューパCV:前川 綾香

### バトル（戦闘）システム
RPGツクール2003（パソコン版）で初登場したサイドビューバトルとフロントビューが混在的に実装が可能となった。（パソコン版のツクールMVでは混在実装用のプラグイン素材を素材サイトからインターネットでダウンロードして導入作業をしなければ実質的には実装自体が不可能だった。）

### スクリプトとプラグイン
ここで言われるスクリプトとプラグインというのは、PC版ツクールで使用できる拡張機能のこと。素材やシステムの自作や他作したものをツクールに取り込める。Trinityでは、その幾つかがゲーム内容に最初から導入されている。ただ、PC版のように、ユーザーが自由に導入することはできない。

### RPGツクールMVプレイヤー
Trinityの製品版で作成され投稿されたゲームを、プレイできる（プレイ専用アプリ）。作成されたハードのみしかプレイできない。

### ツクール広場
ツクール広場とは、作品の投稿（アップロード）、投稿作品の検索、投稿作品のダウンロード、ランキング表示、公式サンプルゲームのダウンロード、投稿作品の簡易評価、公式コンテストの開催などが行えるオンラインシステムである。個々でインターネット環境と専用のプラットフォームを用意すれば、誰でも無償で利用できる。仕様上、PCやスマホからはアクセスできない。
現在、Nintendo Switch、PS4に対応しているが、それぞれのプラットフォーム、国内と海外でサーバーで完全にサーバーが独立しており、投稿作品のクロスプレイやランキングの共有もできない。日本国内での販促フレーズに、国内外での交流ができるような記載があるが、正確ではない。
ログインボーナスという要素があり、この「ツクール広場」というインターネットサービスに毎日通う様にログインをすると（いわゆるログイン報酬）、ログイン日数に応じて様々な画像素材や音声データ素材などの素材がもらえる仕組みになっている。ゲーム内課金については、PlayStation 4のPSNアカウントの残高で、Nintendo Switchのニンテンドーアカウントの残高で購入できる有料素材が配信されるインターネット上のコンテンツ購入サービスがある。（ゲーム機の制約（サービス規約）上と運営するサービス会社が異なるため、それぞれの機種で購入した素材コンテンツはそれぞれのハード同士で共用しての素材利用（有料素材）はできない。）

### サンプルゲーム一覧
- AA:アジュールアーソニスト ～盲目少女の復讐アクションADV
  - terunon
- グラン・サンセット
  - 新谷一帆
- 破境の福引所
  - フォトショ職人
- 完全超悪モモタロンド
  - 湿度ケイ
- New Lands Memoir
  - 道楽
- 嘘吐きのノブレス・オブリージュ
  - kuro

## ラジオ
『RPGツクールMV Trinity』と連動したラジオ番組『RPGツクールMV Trinity presents 佳奈と英美里のツクラー'sスタジオ』が2018年10月6日から12月29日まで文化放送の超!A&G+枠で毎週土曜日 17：00 - 17：30 に配信された。パーソナリティは、植田佳奈、加藤英美里。